# アルジェリア時間
| 黒 | UTC-1: | （CVT）- カーボベルデ時間    |                            |
| 緑 | UTC+0: | （WET）- 西ヨーロッパ時間    | （GMT）- グリニッジ標準時  |
| 青 | UTC+1: | （CET）- 中央ヨーロッパ時間  | （WAT）- 西アフリカ時間    |
| 青 | UTC+1: | （WEST）- 西ヨーロッパ夏時間 |                            |
| 赤 | UTC+2: | （CAT）- 中央アフリカ時間    | （EET）- 東ヨーロッパ時間  |
| 赤 | UTC+2: | （SAST）- 南アフリカ標準時   | （WAST）- 西アフリカ夏時間 |
| 黄 | UTC+3: | （EEST）- 東ヨーロッパ夏時間 | （EAT）- 東アフリカ時間    |
| 灰 | UTC+4: | （MUT）- モーリシャス時間    | （SCT）- セーシェル時間    |

アルジェリアでは現在、中央ヨーロッパ時間（CET、UTC+1）が標準時に採用されている。夏時間は実施されていない。

## IANA time zone database
IANA time zone databaseでは、zone.tabにおいてアルジェリアを「Africa/Algiers」として一つのタイムゾーンとして含んでいる。
| 座標*       | 時間帯*        | 標準時 | 夏時間 |
| ----------- | -------------- | ------ | ------ |
| +3647+00303 | Africa/Algiers | UTC+1  | なし   |